# Petrești (gmina)
Petrești – gmina w Rumunii, w okręgu Satu Mare. Obejmuje miejscowości Dindeștiu Mic i Petrești. W 2011 roku liczyła 1588 mieszkańców.